# Emmerthal
Emmerthal is een plaats in de Duitse deelstaat Nedersaksen, gelegen in het Landkreis Hamelen-Pyrmont. De gemeente telt 9.793 inwoners. In Emmerthal ligt het bekende Wezerrenaissance-slot Hämelschenburg.

## Geografie, verkeer
Emmerthal heeft een oppervlakte van 115 km² en ligt aan weerszijden van de Wezer. De hoofdkern van de gemeente ligt ongeveer 7 à 9 km ten zuiden van Hamelen, het dorpje Ohr zelfs slechts 4 km. Per trein is de gemeente te bereiken via Station Emmerthal aan lijn S5 van de S-Bahn van Hannover. De belangrijkste verkeersweg in de gemeente is de Bundesstraße 83, die de gemeente langs de (noord)westelijke oever van de Wezer met Hamelen verbindt.

## Indeling van de gemeente
De gemeente bestaat uit zeventien dorpen, die tot  1 januari 1973 alle zelfstandige gemeentes waren, en nu in vier Ortschaften zijn samengevoegd:
- Amelgatzen, met de dorpen Amelgatzen, Hämelschenburg en Welsede; deze dorpen liggen aan het riviertje de Emmer , 7-10 km ten noordoosten van Bad Pyrmont.
- Börry,  met de dorpen  Börry, Bessinghausen, Brockensen, Esperde, Frenke, Hajen en Latferde; Hajen ligt circa 6 km ten westen van Bodenwerder.
- Emmerthal,  met de dorpen  Emmern, Hagenohsen, Kirchohsen, Ohr en Voremberg. Emmern ligt aan de westelijke, Kirchohsen aan de oostelijke kant van de monding van de Emmer in de Wezer. Deze twee dorpen vormen samen de hoofdkern van de gemeente, waar ook het station en het gemeentehuis staan. Velen beschouwen deze beide plaatsjes als één dorp Emmerthal.
- Grohnde, ten zuiden van de hoofdkern,  met de plaatsen Grohnde en Lüntorf. Lüntorf ligt hoog in de heuvels van het Weserbergland.

De cursief geschreven dorpen liggen ten oosten van de Wezer; de overige aan de westoever.
Poststukken voor adressen in de dorpen Kirchohsen en Emmern moeten van de plaatsnaam Emmerthal worden voorzien.

### Statistische gegevens, ontleend aan de gemeentelijke website
- Ortschaft Amelgatzen, oppervlakte  1589 ha;
  - totaal: 1099 inwoners, waarvan in:
    - Amelgatzen: 542
    - Hämelschenburg: 333
    - Welsede: 224

- Ortschaft Börry, oppervlakte  4007 ha;
  - totaal: 1697 inwoners, waarvan in:
    - Bessinghausen: 48
    - Börry: 521
    - Brockensen: 93
    - Esperde: 347
    - Frenke: 103
    - Hajen: 382
    - Latferde: 203

- Ortschaft Grohnde, oppervlakte  2472 ha;
  - totaal: 1560 inwoners, waarvan in:
    - Grohnde: 1.095
    - Lüntorf: 465

- Ortschaft Emmerthal, oppervlakte  3362 ha;
  - totaal: 5807 inwoners, waarvan in:
    - Emmern: 1382
    - Hagenohsen: 512
    - Kirchohsen: 2993
    - Ohr: 579
    - Voremberg: 341

## Geschiedenis
Alle plaatsen in de gemeente zijn in de middeleeuwen rondom een kerk of kasteeltje ontstane dorpen. Alleen Grohnde bereikte de status van vlek. De streek heeft veel te lijden gehad in de Dertigjarige Oorlog (1618-1648) en de Zevenjarige Oorlog (1756-1763), met name tijdens de Slag bij Hastenbeck en Voremberg, van juli 1757.

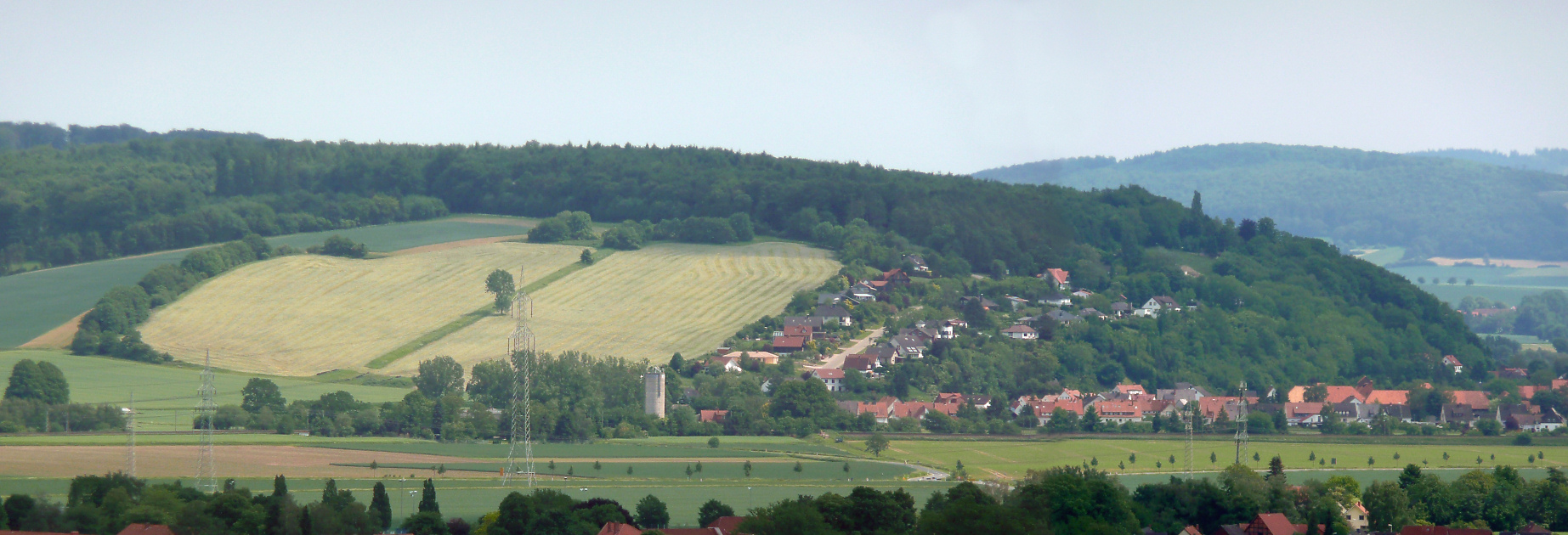
De Bückeberg bij Hagenohsen

Van 1933 tot 1937 vond op een speciaal daarvoor ingrijpend aangepaste berghelling bij Hagenohsen, de Bückeberg, jaarlijks op de  eerste zondag na 29 september een grootscheepse, goed voorbereide en geplande, nazi-manifestatie plaats, het Reichserntedankfest (Rijksoogstdankfeest). Daarbij waren Adolf Hitler, Josef Goebbels en Heinrich Himmler vaak persoonlijk aanwezig. De laatste van de in totaal vijf van deze propagandabijeenkomsten trok meer dan een miljoen deelnemers. Eind september 1938 ging het feest niet door, omdat de treinen, die de bezoekers erheen moesten brengen, nodig waren om Duitse soldaten naar Tsjecho-Slowakije te brengen, voor de 'bevrijding' van het Sudetenland, en in de jaren daarna evenmin, vanwege de Tweede Wereldoorlog. Het  Erntedankfest was vooral onderdeel van de (in deze eerste jaren van het Derde Rijk zeker effectieve)  Blut und Boden-propaganda, om de boerenbevolking voor Hitlers gedachtegoed te winnen. Opvallend was, dat de regionale kerkautoriteiten van de (overwegend evangelisch-lutherse) bevolking van de streek deelname van hun gelovigen aan dit nazi-propagandafeest niet ontraadden, maar het beschouwden als een voortzetting van de christelijke traditie van de (ook in de protestantse delen van Nederland wel gevierde) dankdag voor het gewas. Een deel van de, ten dele nog duidelijk als zodanig herkenbare, locatie van dit vroegere nazi-feest zal worden ingericht als gedenkplaats.

## Bezienswaardigheden e.d.
- Kasteel Hämelschenburg
- Het 45 ha grote, in 1810 aangelegde Ohrbergpark, op enkele km afstand van het monumentale landhuis van Gut Ohr (1871; het huis is bewoond en dus niet toegankelijk)
- Museum voor landbouwkundige arbeid (Museum für Landtechnik und Landarbeit), gevestigd in een voormalig kerkje en een historische boerenhoeve nabij Börry
- Kasteel Grohnde aan de Wezer is in gebruik als overheidskantoor van de deelstaat Nedersaksen en niet toegankelijk. Dicht bij het 17e-eeuwse kasteel kunnen fietsers per veerpont de Wezer oversteken; tijdens deze overvaart heeft men uitzicht op het kasteel.
- Fietsroutes langs de Wezer

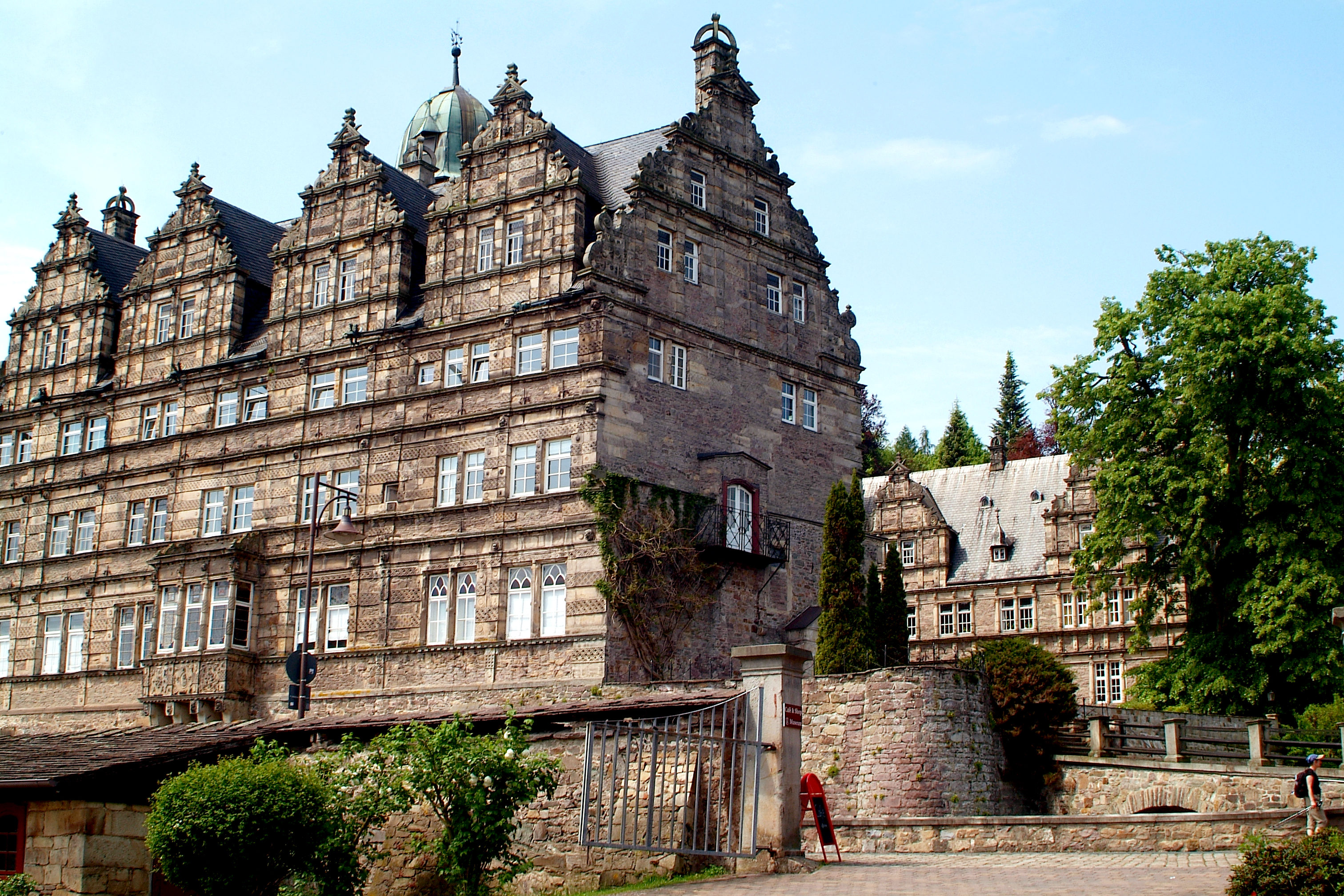
Oostvleugel kasteel Hämelschenburg
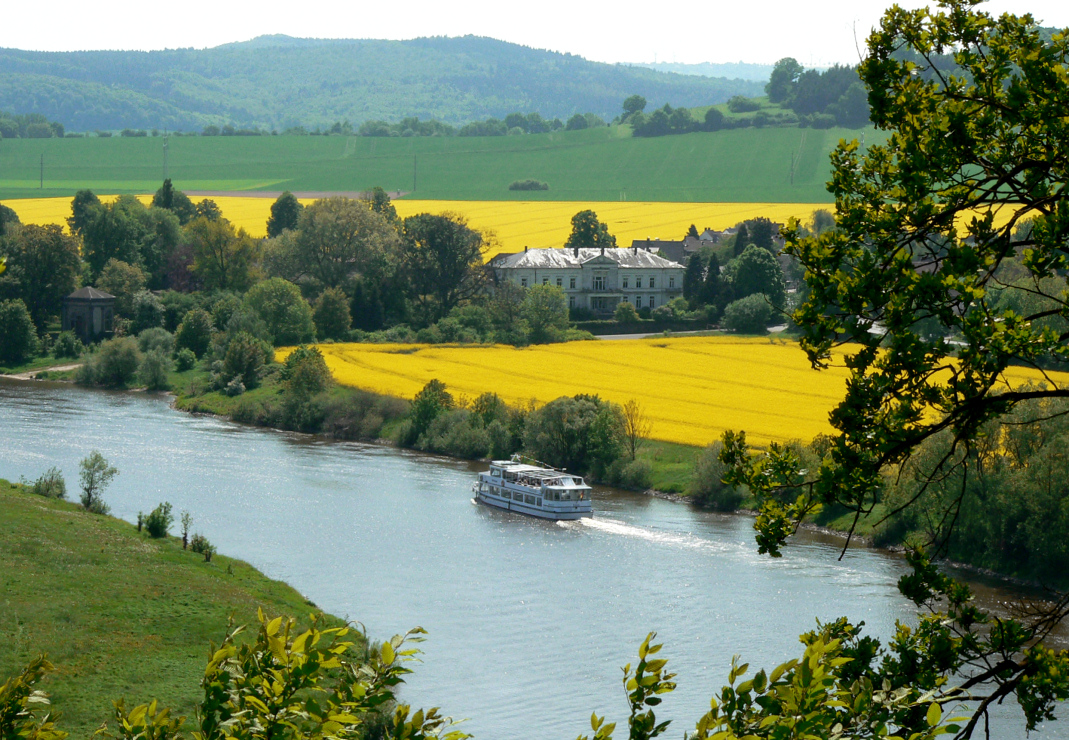
Gezicht vanuit het Ohrbergpark op de Wezer en Gut Ohr
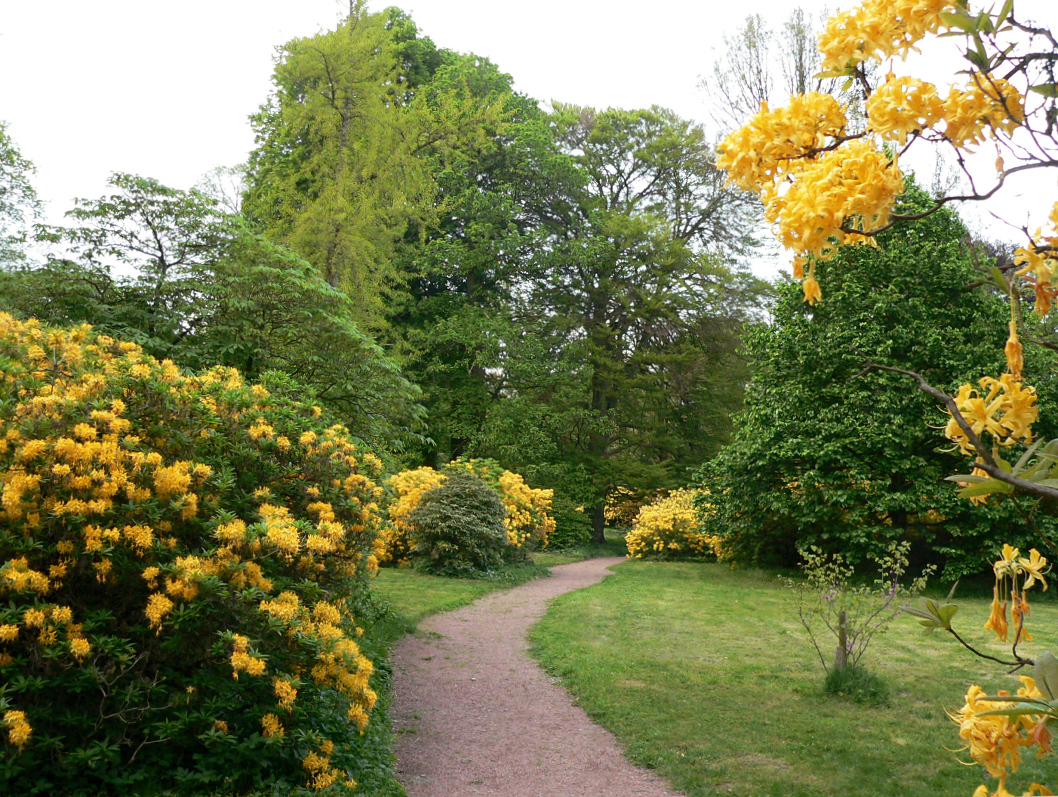
Het Ohrbergpark in het voorjaar met bloeiende azalea's
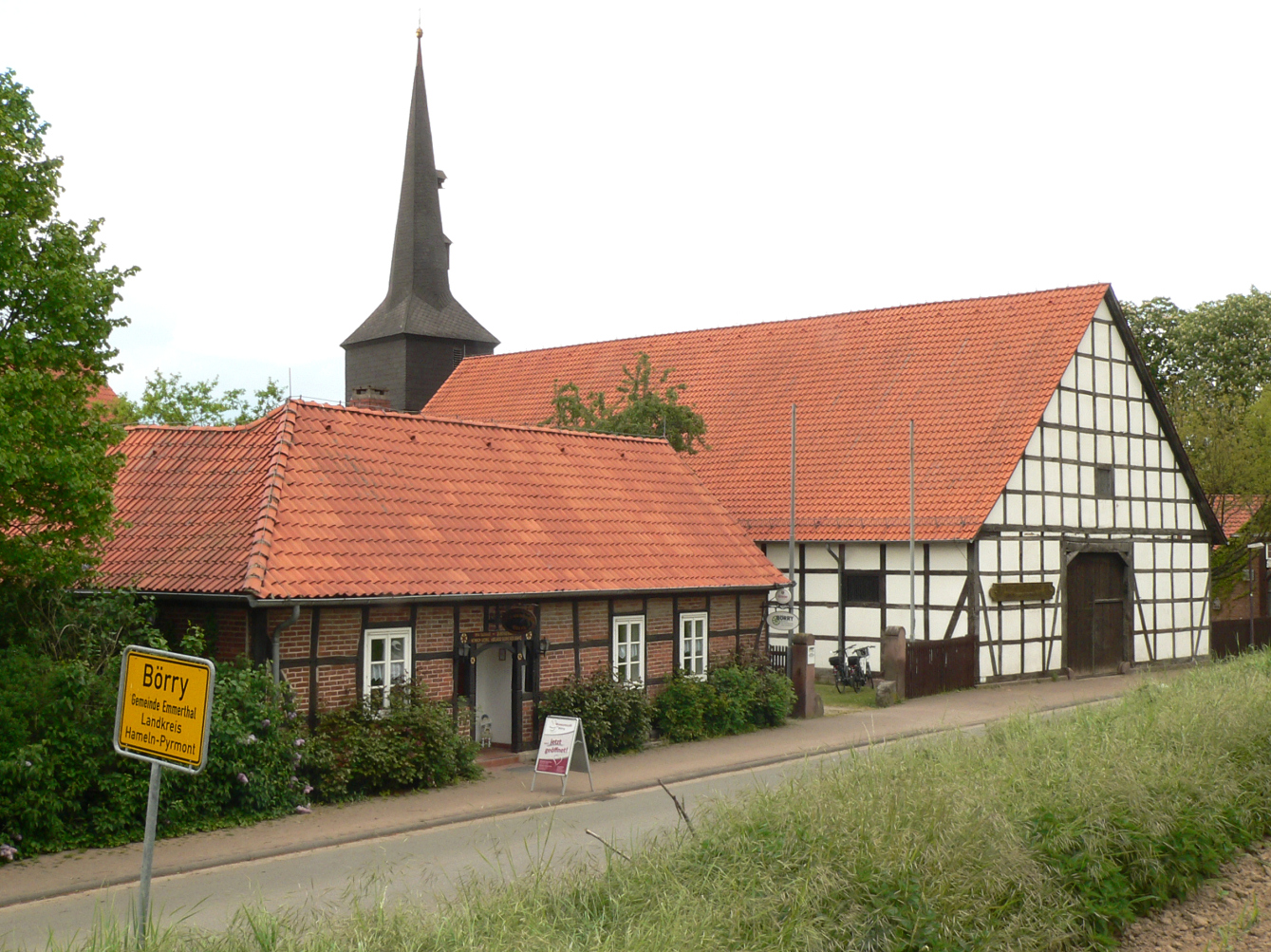
Museum voor landbouwkundige arbeid, Börry
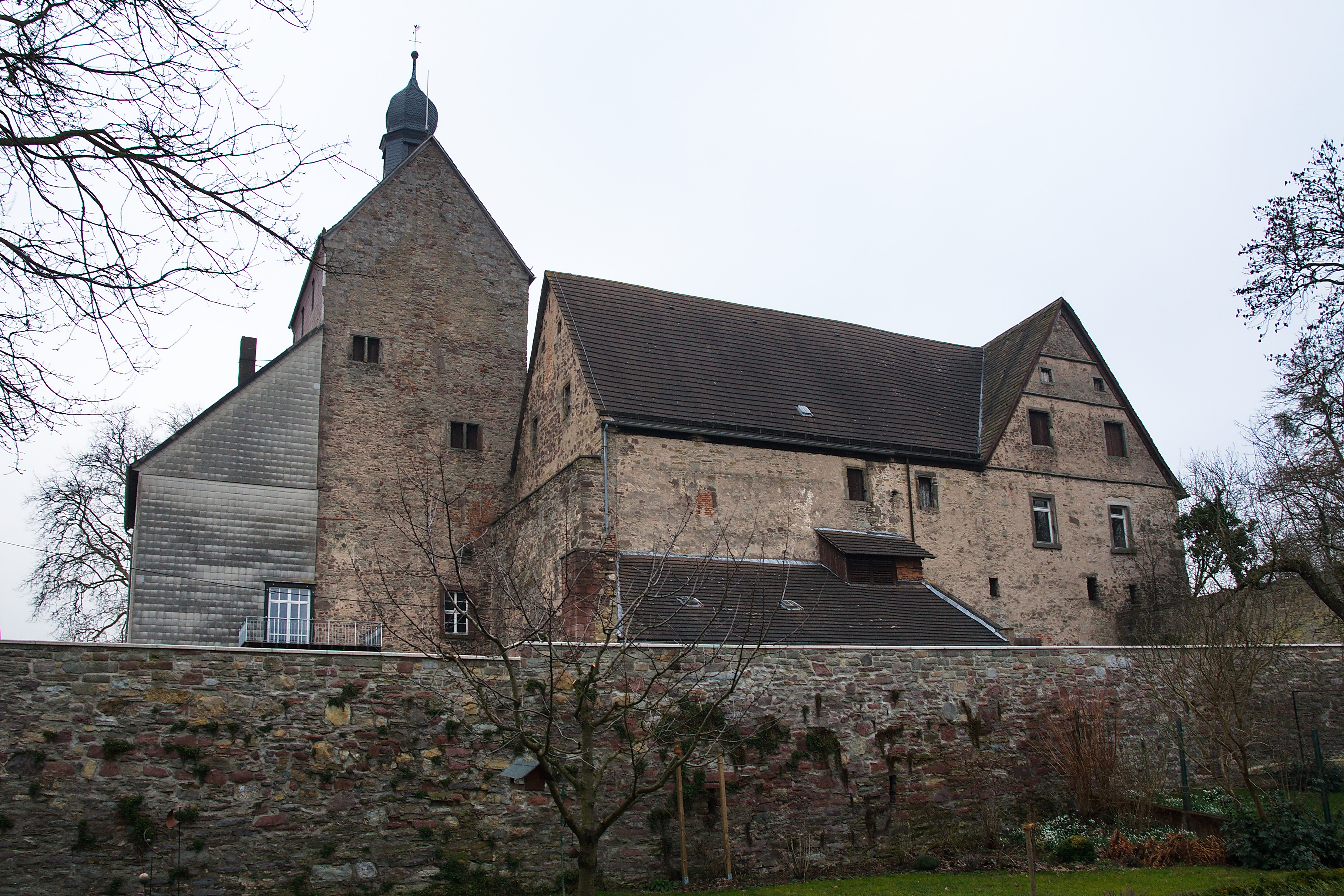
Kasteel Grohnde aan de Wezer

## Economie
Ten noorden van het dorp Grohnde staat aan de westoever van de  Wezer een kernenergiecentrale.
In de gemeente is een wetenschappelijk instituut gevestigd, dat research doet naar de toepassing van zonne-energie. Het heeft 160 werknemers en is gelieerd aan de Leibniz-Universiteit Hannover.
Het midden- en kleinbedrijf domineert de gemeente, daaronder zijn houtbewerkende bedrijven, twee kleine chemische fabrieken/laboratoria, waarvan er een medicijnen produceert, en enige metaalbedrijven. Daarnaast is er landbouw, veeteelt en toerisme.
- Bibliothèque nationale de France: cb15090276h (data)
- Gemeinsame Normdatei: 4014596-7
- Library of Congress Control Number: n82038349
- Nationale Bibliotheek van Israël: 987007559730805171
- Virtual International Authority File: 127860725
- WorldCat: E39PBJtcJpF8ghRw8vXMHBbrv3

Aerzen · 
Bad Münder am Deister · 
Bad Pyrmont · 
Coppenbrügge · 
Emmerthal · 
Hamelen · 
Hessisch Oldendorf · 
Salzhemmendorf